# Hemaris syra
Hemaris syra är en fjärilsart som beskrevs av Franz Daniel 1939. Hemaris syra ingår i släktet Hemaris och familjen svärmare. Inga underarter finns listade i Catalogue of Life.